# Eucalyptus microcorys
Espèce
Classification phylogénétique
Eucalyptus microcorys ou Tallowood (de l'anglais tallowwood) est une espèce de plantes à fleurs du genre Eucalyptus et de la famille des Myrtaceae. C'est un arbre originaire de Nouvelle-Galles du Sud et du Queensland en Australie.

## Description
C'est un grand arbre à feuilles persistantes d'environ 40 mètres de haut, parfois 70 m, avec une écorce rugueuse, fibreuse, orange brun et une couronne dense. Les feuilles lancéolées font de 8 à 12 cm de long et 1,5 à 2,5 cm de large. Les fleurs blanches sont groupées en ombelles de 7 à 11 fleurs.
Son bois coupé laisse une sensation de gras.

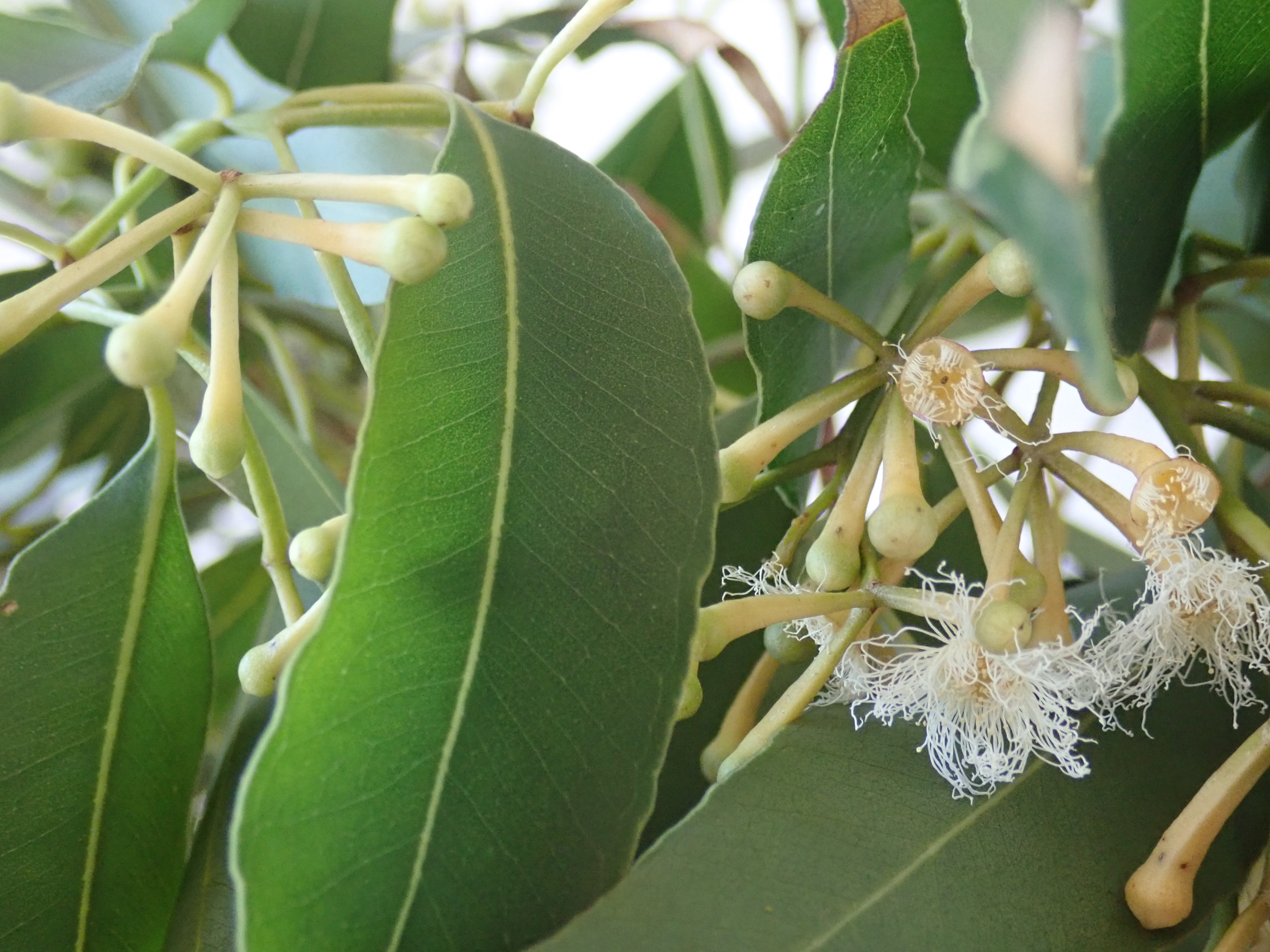

## Habitat
Il pousse dans les forêts près de la côte sur les sols fertiles ou à fertilité modérée dans les endroits abrités du vent et ensoleillés. Il craint la sécheresse et le gel.
C'est l'une des espèces dont les feuilles sont consommées par les koalas.